# Власенко, Василий Иванович (учёный)
Василий Иванович Власенко ( 12 июня 1957, Юровичи, Гомельской области ) — советский учёный в области математического моделирования океанических процессов. Доктор физико-математических наук (2000)

## Биография
В 1980 окончил Московский физико-технический институт. После окончания работает в Морском гидрофизическом институте НАНУ: младший научный сотрудник, старший научный сотрудник.

Разрабатывает математические модели бароклинных приливов, океанических внутренних волн, волновых бароклинных процессов в заливах и на шельфе.

## Научные труды
- «On the structure of large-amplitude internal solitary waves» // J. of Physical Oceanography. 2000. Vol. 30 (в соавторстве);
- «Generation of second mode solitary waves by the interaction first mode soliton with sill» // Nonlinear Processes in Geophysics. 2001. Vol. 8;
- «Numerical experiments on the breaking of solitary internal waves over a slope-shelf topography» // J. of Physical Oceanography. 2002. Vol. 32 (в соваторстве);
- «Nonlinear internal waves forced by tides near the critical latitude»«» // Deep-Sea Research. 2003. Vol. 1, № 50 (в соавторстве).